# كفربدا
كفربدا هي إحدى القرى اللبنانية من قرى قضاء صيدا في محافظة الجنوب.